# Гастон Тусет
Гастон Альберто Тусет (ісп. Gastón Alberto Tuset; 19 жовтня 1942, Буенос-Айрес — 1 травня 2023, Мехіко) — мексиканський актор та режисер аргентинського походження.

## Життєпис
Народився 19 жовтня 1942 року в Аргентині.
На театральній сцені з 1974 року. 1975 року дебютував на телебаченні з невеликою роллю в венесуельській теленовелі «Валентина». 1978 року зіграв більш значну роль у мексиканській теленовелі «Доменіка Монтеро». Пізніше у нього були ролі в серіалах «Іскорка» (1982), «Ніхто, крім тебе» (1985), «Дика роза» (1987—1988), «Моя друга мама» (1989), «Дні без Місяця» (1990), «Політ орлиці» (1994—1995), «Справжнє кохання» (2003), «Ні з тобою, ні без тебе» (2011) та інших. Із середини 1980-х років почав працювати також режисером-постановником теленовел компанії Televisa.
2007 року номінувався на премію TVyNovelas як найкращий режисер за теленовелу «Два обличчя Ани» з Аною Лаєвською у головній ролі.
Гастон Тусет помер 1 травня 2023 року в себе вдома у Мехіко в 80-річному віці.

## Фільмографія
Актор

| Рік       |   | Українська назва                 | Оригінальна назва            | Роль                      |
| --------- | - | -------------------------------- | ---------------------------- | ------------------------- |
| 1975      | с | Валентина                        | Valentina                    | Анхель                    |
| 1978      | с | Доменіка Монтеро                 | Doménica Montero             | Макс Ордоньєс Перес       |
| 1978      | с | Вівіана                          | Viviana                      | падре Рауль               |
| 1979      | с | Багаті теж плачуть               | Los ricos también lloran     | доктор Суарес             |
| 1979      | с | Чорні сльози                     | Lágrimas negras              | маркіз де Алвеар          |
| 1980      | с | Сандра і Пауліна                 | Sandra y Paulina             | Октавіо                   |
| 1981      | с | Дивні шляхи кохання              | Extraños caminos del amor    | Ернесто                   |
| 1982      | с | Іскорка                          | Chispita                     | падре Еухеніо             |
| 1985      | с | Прожити ще трохи                 | Vivir un poco                | Алехандро Луччино         |
| 1985      | с | Ніхто, крім тебе                 | Tú o nadie                   | Андрес                    |
| 1986      | ф | Злочинець                        | Delincuente                  | ліценціат Суарес          |
| 1986      | с | Дівчинка                         | Muchachita                   | Герман                    |
| 1987—1988 | с | Дика роза                        | Rosa salvaje                 | Роке Мендісабаль          |
| 1989      | с | Моя друга мама                   | Mi segunda madre             | Алехандро Ов'єдо          |
| 1990      | с | Дні без Місяця                   | Días sin luna                | Альфонсо Парланге         |
| 1994—1995 | с | Політ орлиці                     | El vuelo del águila          | Маріано Ескобедо          |
| 1994—1995 | с | Перехрестя                       | Caminos cruzados             | доктор Міллер             |
| 1995—1996 | с | Узи кохання                      | Lazos de amor                | Нестор Міранда            |
| 1997—1998 | с | Таємниця Алехандри               | El secreto de Alejandra      | Августо                   |
| 1998      | с | Пристрасна образа                | Rencor apasionado            | Марсело Берналь           |
| 1998—1999 | с | Привілей кохати                  | El privilegio de amar        | Альфонсо                  |
| 1997—2002 | с | Жінка, випадки з реального життя | Mujer, casos de la vida real | різні персонажі           |
| 2002      | с | Інша                             | La otra                      | доктор Сальвадор Альманса |
| 2003      | с | Справжнє кохання                 | Amor real                    | Гервасіо Моралес          |
| 2007      | с | Я кохаю Хуана Керендона          | Yo amo a Juan Querendón      | Лоренсо Помпосо           |
| 2011      | с | Ні з тобою, ні без тебе          | Ni contigo ni sin ti         | Алехандро Рівас           |
| 2014      | с | Тінь минулого                    | La sombra del pasado         | Гілберто                  |

Режисер
- 1986 — Принцеса (ісп. Principessa), телесеріал.
- 1996 — Назавжди (ісп. Para toda la vida), телесеріал, перша частина.
- 2000 — Дев'ята заповідь (ісп. El noveno mandamiento), телесеріал, друга частина.
- 2001 — Зловмисниця (ісп. La intrusa), телесеріал, друга частина.
- 2002—2004 — Знову кохати (ісп. Amar otra vez), телесеріал.
- 2005 — Пабло і Андреа (ісп. Pablo y Andrea), телесеріал.
- 2006—2007 — Два обличчя Ани (ісп. Las dos caras de Ana), телесеріал.
- 2008 — Любий ворог (ісп. Querida enemiga), телесеріал.
- 2010 — Сакатільйо, місце у твоєму серці (ісп. Zacatillo, un lugar en tu corazón), телесеріал.
- 2008—2021 — Роза Гваделупе (ісп. La rosa de Guadalupe), телесеріал.